# Kandydaci Partii Republikańskiej w wyborach prezydenckich w Stanach Zjednoczonych
To jest pełna lista kandydatów na urząd prezydenta Stanów Zjednoczonych i wiceprezydenta Stanów Zjednoczonych, którzy startowali z ramienia Partii Republikańskiej.
W kolumnie Zwycięstwo zostali wymienieni kandydaci kolejno na prezydenta i wiceprezydenta, którzy wygrali wybory lub zajęli drugie miejsce, jeśli wybory wygrali kandydaci Partii Republikańskiej.
| Rok  | Kandydat na prezydenta                                                       | Kandydat na prezydenta | Kandydat na prezydenta | Kandydat na wiceprezydenta                                                   | Kandydat na wiceprezydenta | Kandydat na wiceprezydenta | Wynik              | Wynik              | Wynik                         | Wynik             | Wynik                                             |
| Rok  | Kandydat                                                                     | Stan                   | Doświadczenie | Kandydat                                                                     | Stan                       | Doświadczenie | Głosy bezpośrednie | Głosy bezpośrednie | Głosy elektorskie             | Głosy elektorskie | Zwycięstwo                                        |
| Rok  | Kandydat                                                                     | Stan                   | Doświadczenie | Kandydat                                                                     | Stan                       | Doświadczenie | Głosy              | %                  | Głosy                         | %                 | Zwycięstwo                                        |
| ---- | ---------------------------------------------------------------------------- | ---------------------- | --- | ---------------------------------------------------------------------------- | -------------------------- | --- | ------------------ | ------------------ | ----------------------------- | ----------------- | ------------------------------------------------- |
| 1856 | John Frémont (ur. 21 stycznia 1813(dts), zm. 13 lipca 1890(dts))             | Nowy Jork              | Wojskowy Gubernator Kalifornii (1847) Senator USA (1850-1851) | William Lewis Dayton (ur. 21 stycznia 1813(dts), zm. 13 lipca 1890(dts))     | New Jersey                 | Senator USA (1842-1851) | 1 340 668          | 33,09              | 114/296                       | 38,51             | · James Buchanan / · John Cabell Breckinridge     |
| 1860 | Abraham Lincoln (ur. 12 lutego 1809(dts), zm. 15 kwietnia 1865(dts))         | Illinois               | Członek Izby Reprezentantów USA (1861-1865) | Hannibal Hamlin (ur. 27 sierpnia 1809(dts), zm. 4 lipca 1891(dts))           | Maine                      | Członek Izby Reprezentantów USA (1843-1847) Senator USA (1848-1857) Gubernator Maine (1857) Senator USA (1857-1861)                                                                                                | 1 865 908          | 39,82              | 180/303                       | 59,41             | T                                                 |
| 1864 | Abraham Lincoln (ur. 12 lutego 1809(dts), zm. 15 kwietnia 1865(dts))         | Illinois               | Członek Izby Reprezentantów USA (1861-1865) | Andrew Johnson (ur. 29 grudnia 1808(dts), zm. 31 lipca 1875(dts))            | Tennessee                  | Członek Izby Reprezentantów USA (1843-1853) Gubernator Tennessee (1853-1857) Senator USA (1857-1862) Gubernator Tennessee (1862-1865)                                                                              | 2 218 388          | 55,03              | 212/233                       | 90,99             | T                                                 |
| 1868 | Ulysses S. Grant (ur. 27 kwietnia 1822(dts), zm. 23 lipca 1885(dts))         | Ohio                   | Dowódca armii Stanów Zjednoczonych (1864-1869) | Schuyler Colfax (ur. 23 marca 1823(dts), zm. 13 stycznia 1885(dts))          | Indiana                    | Członek Izby Reprezentantów USA (1855-1869) Spiker Izby Reprezentantów USA (1863-1869) | 3 013 421          | 52,66              | 214/294                       | 72,79             | T                                                 |
| 1872 | Ulysses S. Grant (ur. 27 kwietnia 1822(dts), zm. 23 lipca 1885(dts))         | Ohio                   | Dowódca armii Stanów Zjednoczonych (1864-1869) | Henry Wilson (ur. 16 lutego 1812(dts), zm. 22 listopada 1875(dts))           | Massachusetts              | Senator USA (1855-1873) Przewodniczący Komisji Sił Zbrojnych Senatu USA (1861-1873) | 3 598 235          | 55,58              | 286/352                       | 81,25             | T                                                 |
| 1876 | Rutherford Hayes (ur. 4 października 1822(dts), zm. 17 stycznia 1893(dts))   | Ohio                   | Członek Izby Reprezentantów USA (1865-1867) Gubernator Ohio (1876-1877) (1868-1872) | William Wheeler (ur. 30 czerwca 1819(dts), zm. 4 czerwca 1887(dts))          | Nowy Jork                  | Członek Izby Reprezentantów USA (1865-1867) | 4 034 142          | 47,92              | 185/369                       | 50,14             | [ ii ]                                            |
| 1880 | James Garfield (ur. 19 listopada 1831(dts), zm. 19 września 1881(dts))       | Ohio                   | Członek Izby Reprezentantów USA (1863-1881) | Chester Arthur (ur. 5 października 1829(dts), zm. 18 listopada 1886(dts))    | Nowy Jork                  | Poborca w porcie w Nowym Jorku (1871-1878) | 4 446 158          | 48,32              | 214/369                       | 57,99             | T                                                 |
| 1884 | James Blaine (ur. 31 stycznia 1830(dts), zm. 27 stycznia 1893(dts))          | Maine                  | Członek Izby Reprezentantów USA (1863-1876) Spiker Izby Reprezentantów USA (1869-1875) Senator USA (1876-1881) Sekretarz stanu USA (1881) | John Logan (ur. 9 lutego 1826(dts), zm. 26 grudnia 1886(dts))                | Illinois                   | Członek Izby Reprezentantów USA (1867-1871) Senator USA (1871-1877) (1879-1886) | 4 856 905          | 48,85              | 182/401                       | 45,39             | · Grover Cleveland / · Thomas Hendricks           |
| 1888 | Benjamin Harrison (ur. 10 sierpnia 1833(dts), zm. 13 marca 1901(dts))        | Indiana                | Senator USA (1881-1887) | Levi Morton (ur. 16 maja 1824(dts), zm. 16 maja 1920(dts))                   | Nowy Jork                  | Członek Izby Reprezentantów USA (1879-1881) Minister Stanów Zjednoczonych we Francji (1881-1885) | 5 443 892          | 47,80              | 233/401                       | 58,10             | T                                                 |
| 1892 | Benjamin Harrison (ur. 10 sierpnia 1833(dts), zm. 13 marca 1901(dts))        | Indiana                | Senator USA (1881-1887) | Whitelaw Reid (ur. 27 października 1837(dts), zm. 15 grudnia 1912(dts))      | Nowy Jork                  | brak | 5 176 108          | 43,01              | 145/444                       | 32,66             | · Grover Cleveland / · Adlai Ewing Stevenson      |
| 1896 | William McKinley (ur. 19 stycznia 1843(dts), zm. 14 września 1901(dts))      | Ohio                   | Gubernator Ohio (1892-1896) | Garret Hobart (ur. 3 czerwca 1844(dts), zm. 21 listopada 1899(dts))          | New Jersey                 | Spiker Zgromadzenia Narodowego New Jersey (1879-1881) Przewodniczący Senatu New Jersey (1881–1882) | 7 111 607          | 51,03              | 271/447                       | 60,63             | T                                                 |
| 1900 | William McKinley (ur. 19 stycznia 1843(dts), zm. 14 września 1901(dts))      | Ohio                   | Gubernator Ohio (1892-1896) | Theodore Roosevelt (ur. 27 października 1858(dts), zm. 6 stycznia 1919(dts)) | Nowy Jork                  | Zastępca Sekretarza Marynarki Wojennej USA (1897-1898) Gubernator Nowego Jorku (1899-1900) | 7 228 864          | 51,64              | 292/447                       | 65,32             | T                                                 |
| 1904 | Theodore Roosevelt (ur. 27 października 1858(dts), zm. 6 stycznia 1919(dts)) | Nowy Jork              | Zastępca Sekretarza Marynarki Wojennej USA (1897-1898) Gubernator Nowego Jorku (1899-1900) Wiceprezydent USA (1901) | Charles Warren Fairbanks (ur. 11 maja 1852(dts), zm. 4 czerwca 1918(dts))    | Indiana                    | Senator USA (1897-1905) | 7 630 457          | 56,42              | 336/476                       | 70,59             | T                                                 |
| 1908 | William Taft (ur. 15 września 1857(dts), zm. 8 marca 1930(dts))              | Ohio                   | Generalny radca prawny USA (1890-1892) Sędzia szóstego okręgu USA (1892-1900) Gubernator generalny Filipin (1901-1903) Sekretarz wojny USA (1904-1908)                                                                                           | James Sherman (ur. 24 października 1855(dts), zm. 30 października 1912(dts)) | Nowy Jork                  | Członek Izby Reprezentantów USA (1887-1909) Burmistrz Utica (1884) | 7 678 395          | 51,57              | 321/483                       | 66,46             | T                                                 |
| 1912 | William Taft (ur. 15 września 1857(dts), zm. 8 marca 1930(dts))              | Ohio                   | Generalny radca prawny USA (1890-1892) Sędzia szóstego okręgu USA (1892-1900) Gubernator generalny Filipin (1901-1903) Sekretarz wojny USA (1904-1908)                                                                                           | James Sherman (ur. 24 października 1855(dts), zm. 30 października 1912(dts)) | Nowy Jork                  | Członek Izby Reprezentantów USA (1887-1909) Burmistrz Utica (1884) | 3 486 242          | 23,17              | 8/531                         | 1,51              | · Woodrow Wilson / · Thomas Marshall              |
| 1916 | Charles Evans Hughes (ur. 11 kwietnia 1862(dts), zm. 27 sierpnia 1948(dts))  | Nowy Jork              | Gubernator Nowego Jorku (1907-1910) Sędzia Sądu Najwyższego USA (1910-1916) | Charles Warren Fairbanks (ur. 11 maja 1852(dts), zm. 4 czerwca 1918(dts))    | Indiana                    | Senator USA (1897-1905) Wiceprezydent USA (1905-1909) | 9 126 868          | 46,12              | 254/531                       | 47,83             | · Woodrow Wilson / · Thomas Marshall              |
| 1920 | Warren Harding (ur. 2 listopada 1865(dts), zm. 2 sierpnia 1923(dts))         | Ohio                   | Senator USA (1915-1921) Zastępca gubernatora Ohio (1904-1906) | Calvin Coolidge (ur. 4 lipca 1872(dts), zm. 5 stycznia 1933(dts))            | Massachusetts              | Zastępca gubernatora Massachusetts (1915-1921) Gubernator Massachusetts (1919-1921) | 16 144 093         | 60,32              | 404/531                       | 76,02             | T                                                 |
| 1924 | Calvin Coolidge (ur. 4 lipca 1872(dts), zm. 5 stycznia 1933(dts))            | Massachusetts          | Zastępca gubernatora Massachusetts (1915-1921) Gubernator Massachusetts (1919-1921) Wiceprezydent USA (1921-1923) | Charles Gates Dawes (ur. 27 sierpnia 1885(dts), zm. 23 kwietnia 1951(dts))   | Illinois                   | Szef Biura Zarządzania i Budżetu (1898-1901) Szef Kontroler Waluty USA (1921-1922) | 15 723 789         | 54,04              | 382/531                       | 71,94             | T                                                 |
| 1928 | Herbert Hoover (ur. 10 sierpnia 1874(dts), zm. 20 października 1964(dts))    | Kalifornia             | Sekretarz handlu USA (1921-1928) | Charles Curtis (ur. 25 stycznia 1860(dts), zm. 8 lutego 1936(dts))           | Kansas                     | Członek Izby Reprezentantów USA (1893-1907) Senator USA (1907-1913) (1915-1929) Lider większości Senatu USA (1925-1929)                                                                                            | 21 427 123         | 58,21              | 444/531                       | 83,62             | T                                                 |
| 1932 | Herbert Hoover (ur. 10 sierpnia 1874(dts), zm. 20 października 1964(dts))    | Kalifornia             | Sekretarz handlu USA (1921-1928) | Charles Curtis (ur. 25 stycznia 1860(dts), zm. 8 lutego 1936(dts))           | Kansas                     | Członek Izby Reprezentantów USA (1893-1907) Senator USA (1907-1913) (1915-1929) Lider większości Senatu USA (1925-1929)                                                                                            | 15 761 254         | 39,65              | 59/531                        | 11,11             | · Franklin Delano Roosevelt / · John Nance Garner |
| 1936 | Alf Landon (ur. 9 września 1887(dts), zm. 12 października 1987(dts))         | Kansas                 | Gubernator Kansas (1933-1937) | Frank Knox (ur. 1 stycznia 1874(dts), zm. 28 kwietnia 1944(dts))             | Illinois                   | brak | 16 681 862         | 36,54              | 8/531                         | 1,51              | · Franklin Delano Roosevelt / · John Nance Garner |
| 1940 | Wendell Willkie (ur. 12 lutego 1892(dts), zm. 8 października 1944(dts))      | Nowy Jork              | brak | Charles L. McNary (ur. 12 czerwca 1874(dts), zm. 25 lutego 1944(dts))        | Oregon                     | Senator USA (1917-1944) Lider większości Senatu USA (1933-1944) | 22 347 744         | 44,78              | 82/531                        | 15,44             | · Franklin Delano Roosevelt / · Henry Wallace     |
| 1944 | Thomas Dewey (ur. 24 marca 1902(dts), zm. 16 marca 1971(dts))                | Nowy Jork              | Prokurator okręgowy Manhattanu (1938-1941) Gubernator Nowego Jorku (1943-1954) | John W. Bricker (ur. 6 września 1893(dts), zm. 22 marca 1986(dts))           | Ohio                       | Prokurator generalny Ohio (1933-1937) Gubernator Ohio (1939-1945) | 22 017 929         | 45,89              | 99/531                        | 18,64             | · Franklin Delano Roosevelt / · Harry Truman      |
| 1948 | Thomas Dewey (ur. 24 marca 1902(dts), zm. 16 marca 1971(dts))                | Nowy Jork              | Prokurator okręgowy Manhattanu (1938-1941) Gubernator Nowego Jorku (1943-1954) | Earl Warren (ur. 19 marca 1891(dts), zm. 9 lipca 1974(dts))                  | Ohio                       | Prokurator generalny Kalifornii (1939-1943) Gubernator Kalifornii (1943-1953) | 21 991 292         | 45,07              | 189/531                       | 35,59             | · Harry Truman / · Alben Barkley                  |
| 1952 | Dwight Eisenhower (ur. 14 października 1890(dts), zm. 28 marca 1969(dts))    | Nowy Jork              | Gubernator okupowanych przez aliantów Niemiec (1945) Szef personelu Armii USA (1945-1948) | Richard Nixon (ur. 9 stycznia 1913(dts), zm. 22 kwietnia 1994(dts))          | Kalifornia                 | Członek Izby Reprezentantów USA (1947-1950) Senator USA (1950-1953) | 34 075 529         | 55.18              | 442/531                       | 83,24             | T                                                 |
| 1956 | Dwight Eisenhower (ur. 14 października 1890(dts), zm. 28 marca 1969(dts))    | Nowy Jork              | Gubernator okupowanych przez aliantów Niemiec (1945) Szef personelu Armii USA (1945-1948) | Richard Nixon (ur. 9 stycznia 1913(dts), zm. 22 kwietnia 1994(dts))          | Kalifornia                 | Członek Izby Reprezentantów USA (1947-1950) Senator USA (1950-1953) | 35 579 180         | 57,37              | 457/531                       | 86,06             | T                                                 |
| 1960 | Richard Nixon (ur. 9 stycznia 1913(dts), zm. 22 kwietnia 1994(dts))          | Kalifornia             | Członek Izby Reprezentantów USA (1947-1950) Senator USA (1950-1953) Wiceprezydent USA (1953-1961) | Henry Cabot Lodge (ur. 5 lipca 1902(dts), zm. 27 lutego 1985(dts))           | Massachusetts              | Senator USA (1937-1944) (1947-1953) Ambasador USA przy ONZ (1953-1960) | 34 108 157         | 49,55              | 219/537                       | 40,78             | · John F. Kennedy / · Lyndon B. Johnson           |
| 1964 | Barry Goldwater (ur. 2 stycznia 1909(dts), zm. 29 maja 1998(dts))            | Arizona                | Senator USA (1953-1965) | William E. Miller (ur. 22 marca 1914(dts), zm. 24 czerwca 1983(dts))         | Nowy Jork                  | Członek Izby Reprezentantów USA (1951-1965) Przewodniczący Krajowego Komitetu Partii Republikańskiej (1961-1964)                                                                                                   | 27 175 754         | 38,47              | 52/538                        | 9,67              | · Lyndon B. Johnson / · Hubert Humphrey           |
| 1968 | Richard Nixon (ur. 9 stycznia 1913(dts), zm. 22 kwietnia 1994(dts))          | Nowy Jork              | Członek Izby Reprezentantów USA (1947-1950) Senator USA (1950-1953) Wiceprezydent USA (1953-1961) | Spiro Agnew (ur. 9 listopada 1918(dts), zm. 17 września 1996(dts))           | Maryland                   | Zarządca Hrabstwa Baltimore (1962-1966) Przewodniczący Gubernator Maryland (1967-1969) | 31 783 783         | 43,42              | 301/538                       | 55,95             | T                                                 |
| 1972 | Richard Nixon (ur. 9 stycznia 1913(dts), zm. 22 kwietnia 1994(dts))          | Nowy Jork              | Członek Izby Reprezentantów USA (1947-1950) Senator USA (1950-1953) Wiceprezydent USA (1953-1961) | Spiro Agnew (ur. 9 listopada 1918(dts), zm. 17 września 1996(dts))           | Maryland                   | Zarządca Hrabstwa Baltimore (1962-1966) Przewodniczący Gubernator Maryland (1967-1969) | 47 168 710         | 60,67              | 520/538                       | 96,65             | T                                                 |
| 1976 | Gerald Ford (ur. 14 lipca 1913(dts), zm. 26 grudnia 2006(dts))               | Michigan               | Lider mniejszości w Izbie Reprezentantów USA (1965-1973) Wiceprezydent USA (1973-1974) | Bob Dole (ur. 22 lipca 1923(dts), zm. 6 grudnia 2021(dts))                   | Kansas                     | Członek Izby Reprezentantów USA (1961-1969) Senator USA (1969-1996) | 39 148 634         | 48,02              | Ford: 240/538 Dole: 241/538   | P: 44,61 W: 44,80 | · Jimmy Carter / · Walter Mondale                 |
| 1980 | Ronald Reagan (ur. 6 lutego 1911(dts), zm. 5 czerwca 2004(dts))              | Kalifornia             | Gubernator Kalifornii (1967-1975) | George H. W. Bush (ur. 13 czerwca 1924(dts), zm. 30 listopada 2018(dts))     | Teksas                     | Członek Izby Reprezentantów USA (1967-1971) Ambasador USA przy ONZ (1971-1973) Krajowego Komitetu Partii Republikańskiej (1973-1974) Ambasador Stanów Zjednoczonych w Chinach (1974-1975) Dyrektor CIA (1976-1977) | 43 903 230         | 50,75              | 489/538                       | 90,89             | T                                                 |
| 1984 | Ronald Reagan (ur. 6 lutego 1911(dts), zm. 5 czerwca 2004(dts))              | Kalifornia             | Gubernator Kalifornii (1967-1975) | George H. W. Bush (ur. 13 czerwca 1924(dts), zm. 30 listopada 2018(dts))     | Teksas                     | Członek Izby Reprezentantów USA (1967-1971) Ambasador USA przy ONZ (1971-1973) Krajowego Komitetu Partii Republikańskiej (1973-1974) Ambasador Stanów Zjednoczonych w Chinach (1974-1975) Dyrektor CIA (1976-1977) | 54 455 472         | 58,77              | 525/538                       | 97,58             | T                                                 |
| 1988 | George H. W. Bush (ur. 13 czerwca 1924(dts), zm. 30 listopada 2018(dts))     | Teksas                 | Członek Izby Reprezentantów USA (1967-1971) Ambasador USA przy ONZ (1971-1973) Krajowego Komitetu Partii Republikańskiej (1973-1974) Ambasador Stanów Zjednoczonych w Chinach (1974-1975) Dyrektor CIA (1976-1977) Wiceprezydent USA (1981-1989) | Dan Quayle (ur. 4 lutego 1947(dts))                                          | Indiana                    | Członek Izby Reprezentantów USA (1977-1981) Senator USA (1981-1989) | 48 886 597         | 53,37              | 426/538                       | 79,18             | T                                                 |
| 1992 | George H. W. Bush (ur. 13 czerwca 1924(dts), zm. 30 listopada 2018(dts))     | Teksas                 | Członek Izby Reprezentantów USA (1967-1971) Ambasador USA przy ONZ (1971-1973) Krajowego Komitetu Partii Republikańskiej (1973-1974) Ambasador Stanów Zjednoczonych w Chinach (1974-1975) Dyrektor CIA (1976-1977) Wiceprezydent USA (1981-1989) | Dan Quayle (ur. 4 lutego 1947(dts))                                          | Indiana                    | Członek Izby Reprezentantów USA (1977-1981) Senator USA (1981-1989) | 39 104 550         | 37,45              | 168/538                       | 31,23             | · Bill Clinton / · Al Gore                        |
| 1996 | Bob Dole (ur. 22 lipca 1923(dts), zm. 6 grudnia 2021(dts))                   | Kansas                 | Członek Izby Reprezentantów USA (1961-1969) Senator USA (1969-1996) Lider większości Senatu USA (1985-1987) (1995-1996) | Jack Kemp (ur. 19 lipca 1935(dts), zm. 2 maja 2009(dts))                     | Nowy Jork                  | Sekretarz urbanizacji USA (1989-1993) Członek Izby Reprezentantów USA (1971-1989) | 39 197 469         | 40,71              | 159/538                       | 29,55             | · Bill Clinton / · Al Gore                        |
| 2000 | George W. Bush (ur. 6 lipca 1946(dts))                                       | Teksas                 | Gubernator Teksasu (1995-2000) | Dick Cheney (ur. 30 stycznia 1941(dts))                                      | Wyoming                    | Szef personelu Białego Domu (1975-1977) Członek Izby Reprezentantów USA (1979-1989) Przewodniczący mniejszości Izby Reprezentantów USA (1989) Sekretarz obrony Stanów Zjednoczonych (1989-1993)                    | 50 456 002         | 47,87              | 271/538                       | 50,37             | [ ii ]                                            |
| 2004 | George W. Bush (ur. 6 lipca 1946(dts))                                       | Teksas                 | Gubernator Teksasu (1995-2000) | Dick Cheney (ur. 30 stycznia 1941(dts))                                      | Wyoming                    | Szef personelu Białego Domu (1975-1977) Członek Izby Reprezentantów USA (1979-1989) Przewodniczący mniejszości Izby Reprezentantów USA (1989) Sekretarz obrony Stanów Zjednoczonych (1989-1993)                    | 62 040 610         | 50,73              | 286/538                       | 53,16             | T                                                 |
| 2008 | John McCain (ur. 29 sierpnia 1936(dts), zm. 25 sierpnia 2018(dts))           | Arizona                | Członek Izby Reprezentantów USA (1983-1987) Senator USA (1987-2018) | Sarah Palin (ur. 11 lutego 1964(dts))                                        | Alaska                     | Gubernator Alaski (2006-2009) | 59 948 323         | 45,65              | 173/538                       | 32,16             | · Barack Obama / · Joe Biden                      |
| 2012 | Mitt Romney (ur. 12 marca 1947(dts))                                         | Massachusetts          | Gubernator Massachusetts (2003-2007) | Paul Ryan (ur. 29 stycznia 1970(dts))                                        | Wisconsin                  | Członek Izby Reprezentantów USA (1999-2019) Przewodniczący Komisji Budżetu Izby Reprezentantów USA (2011-2015) | 60 933 504         | 47,32              | 206/538                       | 38,29             | · Barack Obama / · Joe Biden                      |
| 2016 | Donald Trump (ur. 14 czerwca 1946(dts))                                      | Nowy Jork              | brak | Mike Pence (ur. 7 czerwca 1959(dts))                                         | Indiana                    | Członek Izby Reprezentantów USA (2001-2013) Przewodniczący Konferencji Republikańskiej Izby Reprezentantów (2009-2011) Gubernator Indiany (2013-2017)                                                              | 62 984 828         | 46,09              | Trump: 304/538 Pence: 305/538 | P: 56,51 W: 56,69 | [ ii ]                                            |
| 2020 | Donald Trump (ur. 14 czerwca 1946(dts))                                      | Floryda                | brak | Mike Pence (ur. 7 czerwca 1959(dts))                                         | Indiana                    | Członek Izby Reprezentantów USA (2001-2013) Przewodniczący Konferencji Republikańskiej Izby Reprezentantów (2009-2011) Gubernator Indiany (2013-2017)                                                              | 74 233 975         | 46,85              | 232/538                       | 43,12             | · Joe Biden / Kamala Harris                       |
| 2024 | Donald Trump (ur. 14 czerwca 1946(dts))                                      | Floryda                | brak | J.D. Vance (ur. 2 sierpnia 1984(dts))                                        | Ohio                       | Senator stanu Ohio (od 2023) | 77 302 580         | 49,80              | 312/538                       | 58,00             | T                                                 |

1. ↑  Kandydat należący do Partii Demokratycznej, ale kandydujący z poparciem Partii Republikańskiej.
2. 1 2 3  Kandydaci Partii Demokratycznej wygrali w wyborach powszechnych, ale przegrali w Kolegium Elektorów.